# Конкретна поезия
Конкретна поезия (на немски: Konkrete Poesie; на английски: Concrete poetry; на френски: Poésie concrète) означава в поезията специфичен подход към езика. Словото вече не служи за описание на обстоятелства, мисли или настроения, а се превръща в същинска цел и предмет на стихотворението. Така езикът изобразява самия себе си, като голямо значение се отдава на графическото оформление.

## Дефиниция
Конкретната поезия използва като градивен материал фонетичните, визуалните и акустичните измерения на езика, но се различава от звуковата и визуалната поезия. Тази литературна форма може да се съсредоточи само върху собствените си средства: думите, буквите или препинателните знаци се откъсват от взаимовръзките на езика и се представят на наблюдателя „конкретно“, т.е. самостойно.
Тази езикова демонстрация се противопоставя на езиковата натруфеност. В конкретното стихотворение езикът вече не е отправна точка извън него. Методът на конкретната поезия е антипоетическо съзерцание върху условията за възникване на възможните поетически оформления. Вече няма „стихотворение за нещо“, а само реалност на езиковия продукт сам по себе си. Така се постигат художествени въздействия, различни от тези на традиционната поезия.
| Нощна песен на рибата (Кристиан Моргенщерн 1905) ~ U U ~ ~ ~ U U U U ~ ~ ~ U U U U ~ ~ ~ U U U U ~ ~ ~ U U U U ~ ~ ~ U U ~ |

## История
Понятието конкретна поезия произлиза от изобразителното изкуство. Използвано е в списанието на холандския художник Тео ван Дузбург Art concret (Конкретно изкуство, 1930). Той нарича една картина конкретна, ако е съставена от изобразителните елементи линия, повърност и цвят. Това определение е пренесено в поезията и фотографията. Независимо от това френският композитор и писател Пиер Шефер създава понятието Musique concrète (Конкретна музика).
Общото между всички конкретни направления в изкуството е откъсването на характерните художествени елементи и представянето им като тяхна собствена реалност.
Призивът на Ойген Гомрингер „От стих към констелация“ (1954) се смята за основен манифест на конкретната поезия. За Гомрингер думите вече не са носители на значения, а присъстват като визуални и фонетични изобразително елементи. С графическата подредба на текста се изтъква или иронизира неговото съдържателно значение. При това решаващата поетическа дейност е конструкцията, своеобразното свързване на отделни езикови елементи. Гомрингер нарича стихотворенията си „констелации“.
Игра със съдържателното значение – „Облак“ на Макс Бензе:
```
             wolke     wolke
                     wolkewolkewolkewolke
                   wolkewolkewolkewolke
                      wolkewolkewolkewolke
                       wolke     wolke
                         B        B
                        L          Lb
                         I         I  l  i  t z
                        T           T   i
                         Z         Z     tz

```

## Образци на конкретна поезия
| Poèmes à Lou (Гийом Аполинер 1914) |
| |
| L'oiseau et le bouquet (Гийом Аполинер 1915)                                                                                               |
| |
| Фуниите (Кристиан Моргенщерн 1902) Фунии две в нощта вървят. През тесните гърла струят лъчите лунни с вопъл кратък в леса стъ- мен и т. н. |
| |
| Идеята на Дьол (Йозеф Феликс Ернст 2011)                                                                                                   |
| |
| Свободно-демократичен строй (Волфганг Лаутер 1978)                                                                                         |
| |
| Кораб (Иън Хамилтън Финли 1975) |

## Творци на конкретна поезия
- Гийом Аполинер (Франция)
- Валерий Брюсов (Русия)
- Андрей Вознесенски (Русия)
- Ойген Гомрингер (Швейцария)
- Джон Кейдж (САЩ)
- Е. Е. Къмингс (САЩ)
- Фридерике Майрьокер (Австрия)
- Стефан Маларме (Франция)
- Филипо Томазо Маринети (Италия)
- Кристиан Моргенщерн (Германия)
- Паул ван Остаейен (Белгия)
- Герхард Рюм (Австрия)
- Хелмут Хайсенбютел (Германия)
- Курт Швитерс (Германия)
- Ернст Яндл (Австрия)